# خراج البنكرياس
خراج البنكرياس (بالإنجليزية: Pancreatic abscess)‏ هو أحد المضاعفات المتأخرة لحالة التهاب البنكرياس الحاد ويحدث غالبًا بعد مرور 4 أسابيع من حدوث التهاب البنكرياس لأول مرة  وذلك في 3% من المرضى . حيث يتجمع الصديد ونسيج البنكرياس الميت ومنتجات العدوى لتكون خراج داخل نسيج البنكرياس.

## معدلات الحدوث
يعاني سنويًا 185.000 مريض في الولايات المتحدة الأمريكية من خراج البنكرياس, يرجع السبب في حوالي 80% من الحالات إلى تعاطي الكحول و حصوات المرارة.

## الأعراض والعلامات

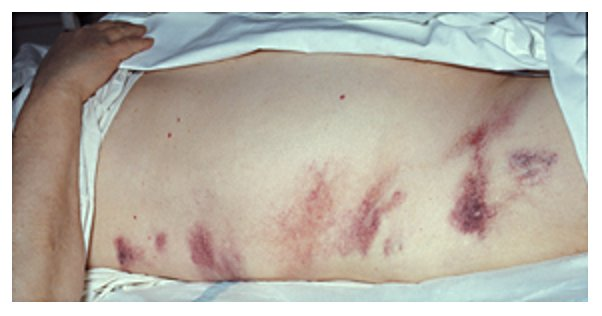
مريضة عمرها 40 سنة عانت لمدة 5 أيام من ألم شديد بالمنطقة فوق معدية وبتوقيع الكشف الطبي عليها وجدت علامة جراي-تيرنر المميزة على جانبي البطن وبإجراء بعض الفحوصات تم التأكد من إصابتها بالتهاب البنكرياس

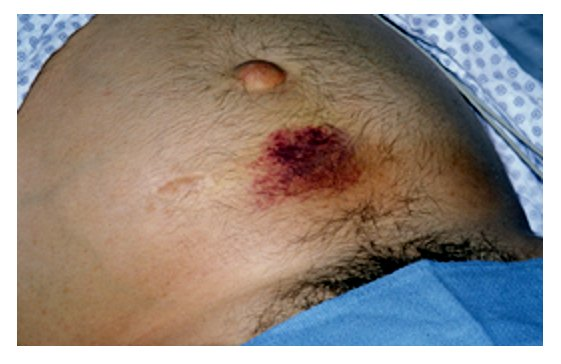
مريض عمره 36 سنة عانى لمدة 4 أيام من ألم شديد بالمنطقة فوق معدية بعد تعاطي كمية كيرة من الكحول وبتوقيع الكشف الطبي عليه وجدت علامة كولن المميزة حول السرة وتم التأكد من إصابته بالتهاب البنكرياس

يعاني مريض خرج البنكرياس من ارتفاع درجة حرارة الجسم, وألم بالبطن و غثيان وقيء, وقد يلاحظ أثناء الكشف الطبي وجود كتلة مؤلمة بالبطن أو علامة جراي-نيرنر أو علامة كولن المميزتان لالتهاب البنكرياس.

## التشخيص
يتم التشخيص بواسطة استخلاص التاريخ المرضي للمريض والذي لابد أن يشير إلى وجود نوبات من التهابات البنكرياس سابقًا وغالبًا فشل في علاجها,  وبالكشف الطبي, ويمكن إجراء بعض الاختبارات كاختبار معدل انزيمات الهضم كإنزيم الأميلاز بالدم و اختبار عدد خلايا الدم البيضاء و عمل اختبار مزرعة الدم (Blood culture).
وتعد أشعة الرنين مغناطيسي الاختيار الأنسب للتأكد من التشخيص ويمكن أيضًا عمل أشعة فوق صوتية على البطن أو أشعة مقطعية.

## العلاج
يتم التدخل الجراحي لتجفيف الخراج واستخراج محتوياته, بالإضافة إلى إعطاء المريض جرعات مكثفة من المضادات الحيوية, كما يستلزم العلاج إمداد المريض بكميات كبيرة من السوائل الوريدية.
ويمكن تسكين آلام المريض باستخدام المخدرات الناركوتية كالمورفين أو التخدير حول الجافية وفيه يتم حقن المخدرات الموضعية عن طريق ابرة خاصة أو قسطرة توضع في المسافة فوق الجافية وهي أحد الأغشية المغلفة للحبل الشوكي.

## مصير المريض
يصل معدل الوفيات إلى 100% في حالة عدم التدخل الطبي المناسب وتجفيف الخراج وذلك بسبب حدوث مضاعفات خطيرة كتسمم الدم وانسداد الأمعاء وحتى بعد التدخل الطبي يظل معدل الوفيات مرتفعًا إلى حد ما ويقارب 20%.